# 德爾維希
德爾維希（波斯語：‎），伊斯蘭教的一種修士，在波斯語中是乞討者、托缽僧的意思。最早出現在十世紀。

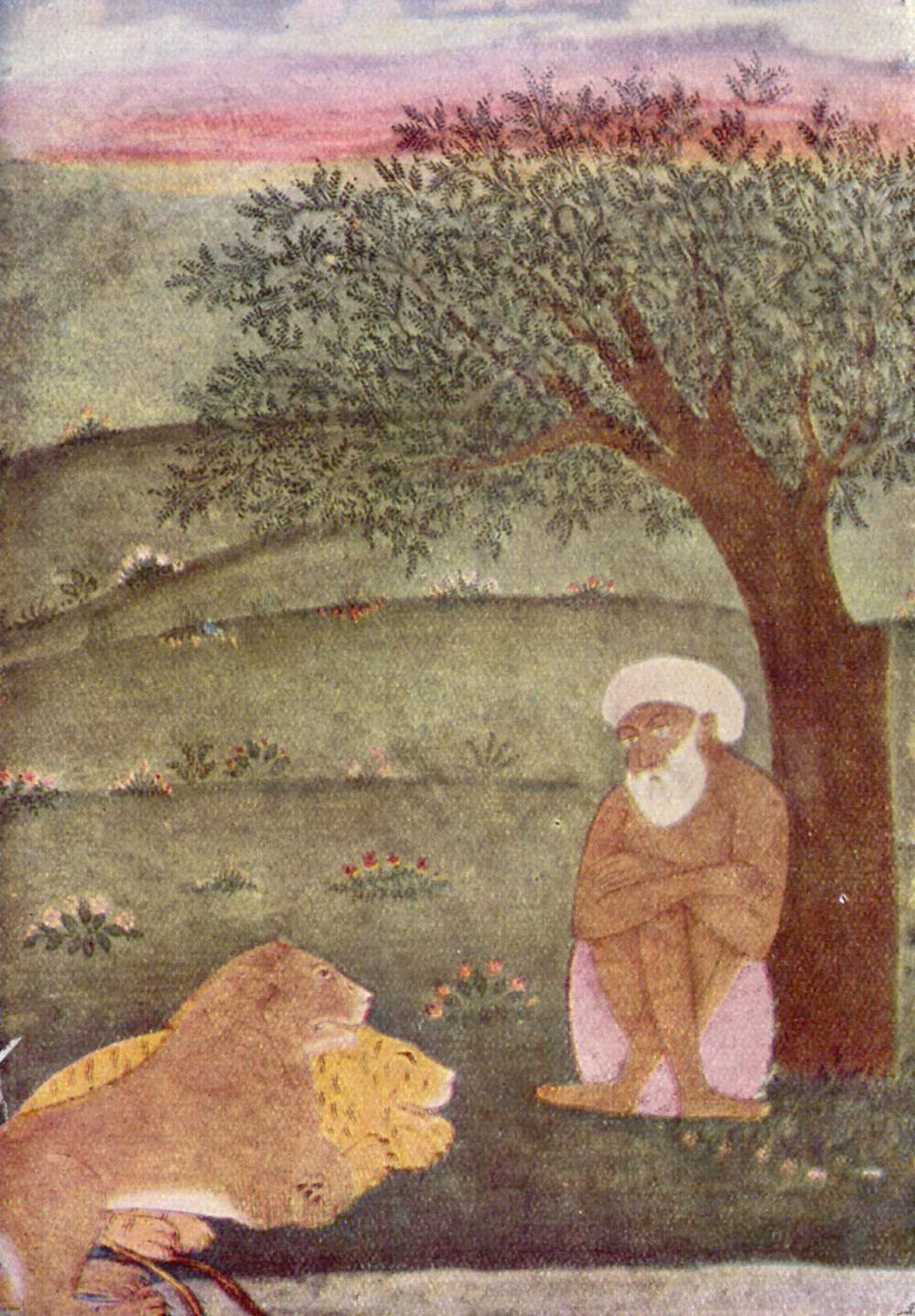
托钵僧与狮虎，印度莫卧儿绘画，约1650年

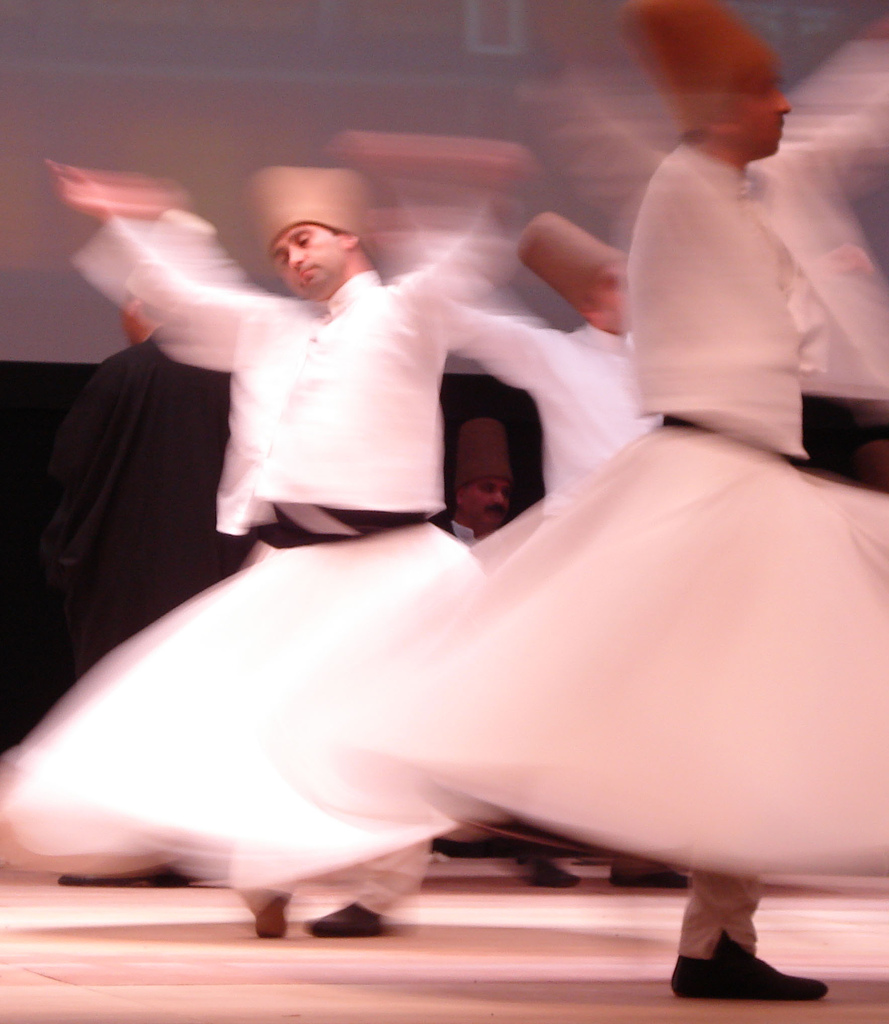
土耳其梅夫拉维教团的托钵僧通过旋转舞蹈来感受接近真主，2007年鲁米节

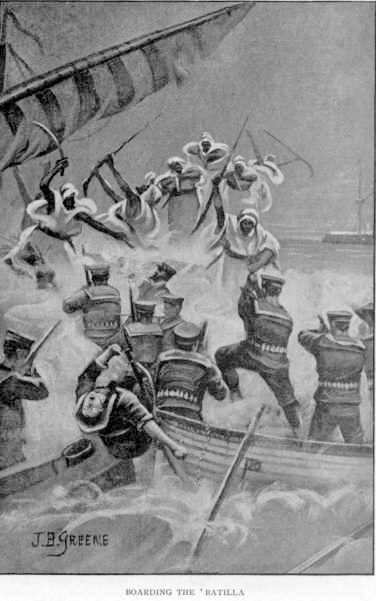
索马里德尔维希国士兵在海上与英军交战

他們是蘇非派的一種。他們出家隱居，或雲遊四方。他們的生活方式與苦行僧出奇的相似。他們對突厥人有相當大影響。他們也組織自己的教團，當時對突厥人傳播回教的多半是這些人。
元朝來華的回回人中有這些人，伊本·白圖泰提出杭州有一座埃及商人为他们提供食宿的修道院。日後的門宦可能與其有關。這些人是鄂圖曼帝國蘇丹聖戰的主力。